# 다마시마촌 (사가현)
다마시마촌(浜崎町)은 사가현 히가시마쓰우라군에 속해있던 촌이다. 

## 역사
- 1889년 4월 1일 - 정촌제 시행에 의해 히가시마쓰우라군 오촌(大村)이 성립하였다.
- 1896년 7월 28일 - 다마시마촌(玉島村)으로 이름을 변경하였다.
- 1954년 11월 1일 - 하마사키정과 합병, 하마사키타마시마정(浜崎玉島町)이 성립해 소멸하였다.

## 교통

### 철도
- 일본국유철도
  - 지쿠히선

## 참고문헌
- 『市町村名変遷辞典』東京堂出版、1990年。